# Taube (Sternbild)
Die Taube (lateinisch Columba) ist ein Sternbild des Südhimmels.

## Beschreibung

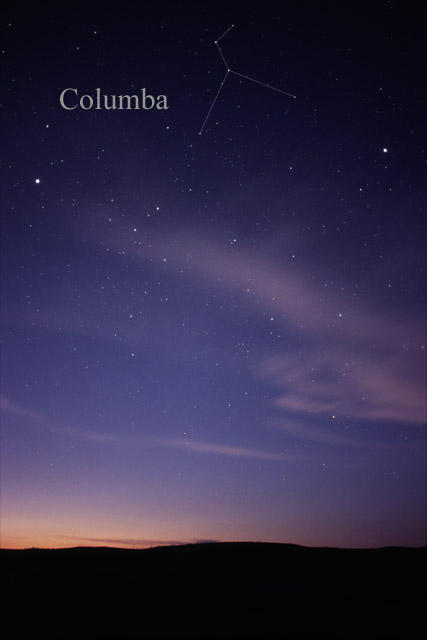
Das Sternbild Columba, wie es mit dem bloßen Auge gesehen werden kann

Die Taube ist ein unauffälliges Sternbild unterhalb des Hasen. Sie besteht aus einer zickzackförmigen Kette von Sternen, von denen keiner die 2. Größenklasse erreicht. Im Sternbild Taube befindet sich der Antapex des Sonnensystems. Die Sonne mit ihren Planeten bewegt sich, relativ zu ihren Nachbarsternen, mit 20 km/s von diesem „Punkt“ weg. Im Winterhimmel hat die Taube um Mitternacht ihre höchste Position. Im Norden von Deutschland steigen nur die nördlichsten Sterne über dem Südhorizont, während sie in Süddeutschland vollständig aufgeht.

## Geschichte
Die Taube ist keines der 48 klassischen Sternbilder der Antike. Sie gehört zu drei neueren Sternbildern, die der niederländische Astronom und Theologe Petrus Plancius im 17. Jahrhundert einführte. Sie steht im Zusammenhang mit den benachbarten Sternbildern Achterdeck des Schiffs (Puppis), Kiel des Schiffs (Carina) und Segel (Vela), die seinerzeit das ausgedehnte Sternbild Schiff Argo (Argo Navis) bildeten.
Die Taube soll den Vogel darstellen, der Jason und seinen Argonauten den Weg durch die gefährlichen Klippen des Bosporus wies.

## Himmelsobjekte

### Sterne
| B  | G  | Namen o. andere Bezeichnungen | Größe | Lj   | Spektralklasse |
| -- | -- | ----------------------------- | ----- | ---- | -------------- |
| α  |    | Phakt, Phact, Phaet           | 2,65m | 268  | B7 IV          |
| β  |    | Wezn, Wazn                    | 3,1m  | 87   | K1 III         |
| δ  |    | Ghusn al Zaitun               | 3,85m | 237  | G7 II          |
| ε  |    |                               | 3,86m | 277  | K1 IIIa        |
| η  |    |                               | 3,96m | 531  | K0 III         |
| γ  |    |                               | 4,36m | 854  | B2.5 IV        |
| κ  |    | Al Kurud                      | 4,37m | 183  | G8 II          |
| ο  |    |                               | 4,81m | 110  | KO/K1 III/IV   |
| λ  |    | Tsze                          | 4,88m | 342  | B5 V           |
| ξ  |    |                               | 4,97m | 328  | K1 III         |
| θ  |    | Al Kurud                      | 5,00m | 762  | B8 IV          |
| μ  |    |                               | 5,18m | 1300 | O9.5 V         |
| ν2 |    |                               | 5,28m | 139  | F5 V           |
| π2 |    |                               | 5,50m | 261  | A0 V           |
| σ  |    |                               | 5,52m | 1460 | F2 III         |
|    | 72 | HD 41534                      | 5,65m | 1080 | B2 V           |
| ν1 |    |                               | 6,15m | 145  | F0 IV          |
| π1 |    |                               | 6,15m | 322  | Am             |

β Columbae, ist ein 86 Lichtjahre entfernter gelblicher Stern der Spektralklasse K2.
Der Name Wezn oder Wazn ist arabischen Ursprungs und bedeutet „Gewicht“.
μ Columbae gehört mit AE Aurigae und 53 Arietis zur Klasse der sogenannten Runaway-Sterne; alle drei Sterne bewegen sich mit hohen Geschwindigkeiten von der Orion-Assoziation weg, aus der sie vor etwa 2,5 Millionen Jahren herauskatapultiert wurden.

### Doppelsterne
| System | Größen   | Abstand |
| ------ | -------- | ------- |
| α      | 2,7m/12m | 13,5"   |

α Columbae, der hellste Stern in der Taube, ist ein Doppelsternsystem in 268 Lichtjahren Entfernung. Zu seiner Beobachtung benötigt man ein mittleres Teleskop ab 10 cm Öffnung. Der arabische Name Phakt leitet sich vermutlich von al-fakhita, „die Taube“, ab.

### NGC-Objekte
| NGC  | sonstige | Größe | Typ              | Name |
| ---- | -------- | ----- | ---------------- | ---- |
| 1792 |          | 10,0m | Galaxie          |      |
| 1808 |          | 9,9m  | Galaxie          |      |
| 1851 |          | 7,1m  | Kugelsternhaufen |      |

Der Kugelsternhaufen NGC 1851 ist etwa 40.000 Lichtjahre entfernt. Im Prismenfernglas ist er als nebliges Fleckchen zu erkennen. In einem mittleren Teleskop ab 15 cm Öffnung kann der Randbereich in Einzelsterne aufgelöst werden. Der Kugelsternhaufen wurde im Jahre 1828 von James Dunlop entdeckt.